# Eristicus clericus
Eristicus clericus är en stekelart som först beskrevs av Johann Ludwig Christian Gravenhorst 1829.  Eristicus clericus ingår i släktet Eristicus och familjen brokparasitsteklar. Arten är reproducerande i Sverige. Inga underarter finns listade i Catalogue of Life.